# Gran Premio motociclistico di Svezia 1983
Il Gran Premio motociclistico di Svezia è stato l'undicesimo appuntamento del motomondiale 1983. Si è svolto il 6 e 7 agosto sul circuito di Anderstorp e vi hanno gareggiato le classi 125, 250 e 500 oltre alla classe sidecar.
Le vittorie nelle tre gare in singolo disputate sono state di Freddie Spencer in 500, Christian Sarron in 250 (disputata al sabato) e Bruno Kneubühler in 125.
Nella classe sidecar la vittoria è andata all'equipaggio Rolf Biland-Kurt Waltisperg, che così si è laureato matematicamente campione; durante la gara si è però anche registrato un grave incidente del pilota di casa Göte Brodin.

## Classe 500
Nella classe regina, in cui il titolo mondiale è ancora da assegnare, sono giunti nell'ordine Freddie Spencer e Kenny Roberts, a posizioni scambiate rispetto al GP precedente; in questo modo Spencer riesce a riportare nuovamente a 5 punti il vantaggio su Roberts nella classifica iridata, con una sola gara al termine.
Sul podio in terza posizione in questa gara è salito il giapponese Takazumi Katayama.

### Arrivati al traguardo
| Pos. | Pilota              | Moto   | Tempo    | Griglia | Punti |
| ---- | ------------------- | ------ | -------- | ------- | ----- |
| 1    | Freddie Spencer     | Honda  | 49.17.53 | 1       | 15    |
| 2    | Kenny Roberts       | Yamaha | 49.17.69 | 2       | 12    |
| 3    | Takazumi Katayama   | Honda  | 49.52.23 | 3       | 10    |
| 4    | Marc Fontan         | Yamaha | 49.55.75 | 5       | 8     |
| 5    | Eddie Lawson        | Yamaha | 50.16.03 | 9       | 6     |
| 6    | Marco Lucchinelli   | Honda  | 50.16.36 | 8       | 5     |
| 7    | Randy Mamola        | Suzuki | 50.28.99 | 4       | 4     |
| 8    | Raymond Roche       | Honda  | 50.29.24 | 13      | 3     |
| 9    | Ron Haslam          | Honda  | 50.32.83 | 7       | 2     |
| 10   | Anton Mang          | Suzuki | 50.32.99 | 6       | 1     |
| 11   | Keith Huewen        | Suzuki | 1 giro   | 15      |       |
| 12   | Boet van Dulmen     | Suzuki |          | 14      |       |
| 13   | Steve Parrish       | Yamaha |          | 12      |       |
| 14   | Chris Guy           | Suzuki |          | 11      |       |
| 15   | Loris Reggiani      | Suzuki |          | 17      |       |
| 16   | Peter Sjöström      | Suzuki |          | 18      |       |
| 17   | Wolfgang von Muralt | Suzuki |          | 23      |       |
| 18   | Leandro Becheroni   | Suzuki |          | 22      |       |
| 19   | Philippe Coulon     | Suzuki |          | 16      |       |
| 20   | Didier de Radiguès  | Honda  |          | 35      |       |
| 21   | Peter Sköld         | Suzuki |          | 21      |       |
| 22   | Lars Johansson      | Suzuki |          | 24      |       |
| 23   | Åke Grahn           | Yamaha |          | 25      |       |
| 24   | Steve Williams      | Yamaha |          | 26      |       |
| 25   | Esko Kuparinen      | Suzuki |          | 30      |       |
| 26   | Timo Pohjola        | Yamaha |          | 34      |       |
| 27   | Kjeld Sörensen      | Suzuki | 2 giri   | 19      |       |
| 28   | Alf Graarud         | Yamaha |          | 28      |       |
| 29   | Børge Nielsen       | Suzuki |          | 27      |       |
| 30   | Jan Olof Odeholm    | Suzuki |          | 33      |       |

### Ritirati
| Pilota          | Moto   | Motivo | Griglia |
| --------------- | ------ | ------ | ------- |
| Barry Sheene    | Suzuki |        | 10      |
| Chris Fisker    | Suzuki |        | 20      |
| Peter Lindén    | Suzuki |        | 29      |
| Jack Middelburg | Honda  |        | 31      |
| Risto Korhonen  | Suzuki |        | 32      |
| Peter Karlsson  | Yamaha |        | 36      |
| Bent Slydal     | Suzuki |        | 37      |

## Classe 250
Nella gara della quarto di litro, disputatasi al sabato in cattive condizioni atmosferiche, si è imposto il francese Christian Sarron davanti al connazionale Hervé Guilleux e al fresco campione mondiale della classe, il venezuelano Carlos Lavado.

### Arrivati al traguardo
| Pos. | Pilota                 | Moto       | Tempo    | Griglia | Punti |
| ---- | ---------------------- | ---------- | -------- | ------- | ----- |
| 1    | Christian Sarron       | Yamaha     | 48.10.44 | 2       | 15    |
| 2    | Hervé Guilleux         | Kawasaki   | 48.16.75 | 13      | 12    |
| 3    | Carlos Lavado          | Yamaha     | 48.21.45 | 6       | 10    |
| 4    | Tony Head              | Armstrong  | 48.22.97 | 14      | 8     |
| 5    | Alan Carter            | Yamaha     | 48.23.06 | 15      | 6     |
| 6    | Jean-Michel Mattioli   | Yamaha     | 48.23.85 | 19      | 5     |
| 7    | Jean-Louis Guignabodet | Rotax      | 48.31.23 | 3       | 4     |
| 8    | Didier de Radiguès     | Chevallier | 48.40.40 | 1       | 3     |
| 9    | Jacques Bolle          | Pernod     | 48.41.17 | 21      | 2     |
| 10   | Martin Wimmer          | Yamaha     | 48.46.14 | 18      | 1     |
| 11   | Eilert Lundstedt       | Yamaha     | 48.46.30 | 25      |       |
| 12   | Donnie McLeod          | Yamaha     | 48.47.84 | 5       |       |
| 13   | Thierry Espié          | Chevallier | 48.57.25 | 10      |       |
| 14   | Patrick Fernandez      | Yamaha     | 49.01.13 | 4       |       |
| 15   | Ivan Palazzese         | Yamaha     | 49.01.64 | 12      |       |
| 16   | Reinhold Roth          | MBV        | 49.01.98 | 17      |       |
| 17   | Harald Eckl            | Yamaha     | 49.02.39 | 8       |       |
| 18   | Jacques Cornu          | Yamaha     | 49.19.56 | 7       |       |
| 19   | Stéphane Mertens       | Yamaha     | 49.45.43 | 30      |       |
| 20   | Micke Melander         | Yamaha     | 49.52.60 | 36      |       |
| 21   | Alan Labrosse          | Yamaha     | 50.02.42 | 24      |       |
| 22   | Edwin Weibel           | Yamaha     | 1 giro   | 29      |       |
| 23   | Anders Skov            | Yamaha     |          | 31      |       |
| 24   | Jarmo Liitiä           | Rotax      |          | 33      |       |

### Ritirati
| Pilota               | Moto      | Motivo | Griglia |
| -------------------- | --------- | ------ | ------- |
| Jean-Louis Tournadre | Yamaha    |        | 9       |
| Carlos Cardús        | Rotax     |        | 11      |
| Thierry Rapicault    | Yamaha    |        | 16      |
| Teruo Fukuda         | Yamaha    |        | 20      |
| Bernard Fau          | Yamaha    |        | 22      |
| Roland Freymond      | Armstrong |        | 23      |
| Svend Andersson      | Yamaha    |        | 26      |
| Christian Estrosi    | Pernod    |        | 27      |
| Guy Bertin           | MBA       |        | 28      |
| Bengt Elgh           | MBA       |        | 32      |
| Leif Nielsen         | Yamaha    |        | 34      |
| René Delaby          | Armstrong |        | 35      |
| Éric Saul            | Yamaha    |        | 37      |
| Per Jansson          | Yamaha    |        | 38      |
| Bruno Lüscher        | Yamaha    |        | 39      |

## Classe 125
Non qualificato a sorpresa il campione mondiale della categoria, lo spagnolo Ángel Nieto, a causa delle cattive condizioni atmosferiche del sabato, la gara è stata vinta dallo svizzero Bruno Kneubühler che ha preceduto l'italiano Fausto Gresini e l'austriaco August Auinger.
Grazie a questa vittoria e al perdurare dell'assenza di Eugenio Lazzarini, non ancora ristabilito, lo svizzero raggiunge la seconda posizione in classifica generale dietro a Nieto.

### Arrivati al traguardo
| Pos. | Pilota               | Moto      | Tempo    | Griglia | Punti |
| ---- | -------------------- | --------- | -------- | ------- | ----- |
| 1    | Bruno Kneubühler     | MBA       | 41.55.73 | 3       | 15    |
| 2    | Fausto Gresini       | MBA       | 41.56.58 | 17      | 12    |
| 3    | August Auinger       | MBA       | 41.56.87 | 6       | 10    |
| 4    | Johnny Wickström     | MBA       | 41.57.11 | 7       | 8     |
| 5    | Ricardo Tormo        | MBA       | 41.57.84 | 1       | 6     |
| 6    | Hans Müller          | MBA       | 42.00.22 | 4       | 5     |
| 7    | Pier Paolo Bianchi   | Sanvenero | 42.03.47 | 5       | 4     |
| 8    | Pierluigi Aldrovandi | MBA       | 42.03.51 | 20      | 3     |
| 9    | Willy Pérez          | MBA       | 42.04.00 | 8       | 2     |
| 10   | Maurizio Vitali      | MBA       | 42.09.75 | 12      | 1     |
| 11   | Henk van Kessel      | MBA       | 42.35.42 | 14      |       |
| 12   | Gerhard Waibel       | MBA       | 42.36.45 | 27      |       |
| 13   | Erich Klein          | MBA       | 42.36.56 | 15      |       |
| 14   | Jussi Hautanimi      | Yamaha    | 42.44.10 | 22      |       |
| 15   | Anton Straver        | MBA       | 43.11.33 | 11      |       |
| 16   | Helmut Lichtenberg   | MBA       | 43.15.31 | 29      |       |
| 17   | Ilkka Jaakkola       | MBA       | 43.22.11 | 21      |       |
| 18   | Bady Hassaine        | MBA       | 1 giro   | 31      |       |
| 19   | Jan Bäckström        | MBA       |          | 25      |       |
| 20   | Håkan Olsson         | Starol    |          | 26      |       |
| 21   | Lucio Pietroniro     | MBA       |          | 10      |       |
| 22   | Per-Edvard Carlsson  | MBA       |          | 32      |       |
| 23   | Henrik Rasmussen     | MBA       |          | 18      |       |
| 24   | Peter Karlsson       | MBA       |          | 35      |       |
| 25   | Boy van Erp          | MBA       | 2 giri   | 16      |       |
| 26   | Peter Sommer         | MBA       |          | 30      |       |

### Ritirati
| Pilota             | Moto      | Motivo | Griglia |
| ------------------ | --------- | ------ | ------- |
| Jean-Claude Selini | MBA       |        | 2       |
| Jacky Hutteau      | MBA       |        | 9       |
| Stefano Caracchi   | MBA       |        | 13      |
| Olivier Liegeois   | Sanvenero |        | 19      |
| Esa Kytölä         | MBA       |        | 23      |
| Jörgen Ask         | MBA       |        | 24      |
| Hugo Vignetti      | MBA       |        | 28      |
| Olli Kujansuu      | MBA       |        | 33      |
| Paul Bordes        | MBA       |        | 34      |
| Juha Pakkanen      | MBA       |        | 36      |

## Classe sidecar
L'equipaggio Rolf Biland-Kurt Waltisperg domina la gara ed ottiene la quinta vittoria stagionale, precedendo sul traguardo Egbert Streuer-Bernard Schnieders e Werner Schwärzel-Andreas Huber, che lo seguono in quest'ordine anche nella classifica iridata. Biland è però già matematicamente campione del mondo, perché con un solo GP ancora da disputare ha 19 punti di vantaggio su Streuer e 26 sul campione uscente Schwärzel.

### Arrivati al traguardo (posizioni a punti)[4]
| Pos | Pilota           | Passeggero         | Moto          | Tempo    | Punti |
| --- | ---------------- | ------------------ | ------------- | -------- | ----- |
| 1   | Rolf Biland      | Kurt Waltisperg    | LCR-Yamaha    | 39'40"50 | 15    |
| 2   | Egbert Streuer   | Bernard Schnieders | LCR-Yamaha    | 40'02"56 | 12    |
| 3   | Werner Schwärzel | Andreas Huber      | Seymaz-Yamaha | 40'27"16 | 10    |
| 4   | Derek Jones      | Brian Ayres        | LCR-Yamaha    | 40'43"72 | 8     |
| 5   | Alain Michel     | Claude Monchaud    | LCR-Yamaha    | 41'03"54 | 6     |
| 6   | Frank Wrathall   | Phil Spendlove     | Seymaz-Yamaha | 41'16"41 | 5     |
| 7   | Masato Kumano    | Kunio Takeshima    | LCR-Yamaha    |          | 4     |
| 8   | Hein van Drie    | Willem van Dis     | LCR-Yamaha    |          | 3     |
| 9   | Alfred Zurbrügg  | Martin Zurbrügg    | Seymaz-Yamaha |          | 2     |
| 10  | Hans Hügli       | Karl Paul          | Seymaz-Yamaha |          | 1     |